# Marc Terenzi

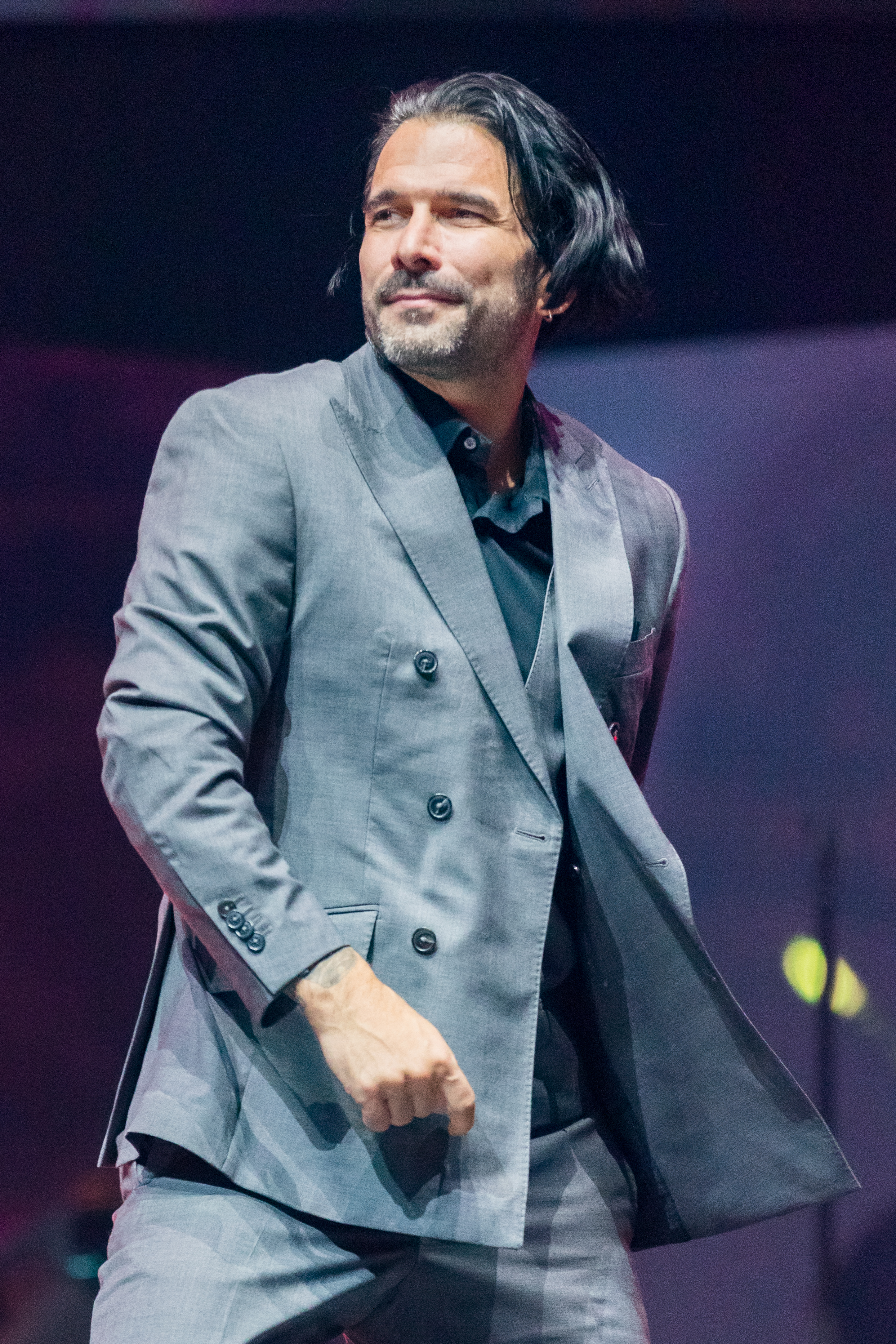
Marc Terenzi, 2022

Marc Eric Terenzi [mɑːɹk ˈɛɹɪk təˈɹɛnzi] (* 27. Juni 1978 in Natick, Massachusetts) ist ein US-amerikanischer Popsänger und Reality-TV-Teilnehmer. Er war Mitglied der Boygroup Natural und tritt seit 2005 als Solokünstler auf. Von 2021 bis März 2023 war Terenzi als Gründungsmitglied Teil der Boyband Team 5ünf.

## Kindheit und Jugend
Terenzis Großmutter begeisterte ihn schon als Dreijährigen für Musik und zeigte ihm einige Schritte in ihrem Tanzstudio. Mit sieben Jahren brachte er sich selbst das Klavierspielen, später den Umgang mit der Gitarre und dem Saxophon bei. Mit zwölf Jahren wurde Terenzi Moderator der Bostoner TV-Show Studio A.T.V., es folgten Bühnenshows in den gesamten USA. Schließlich zog er nach Orlando, Florida, wo er für die Disney-Studios tanzte. Neben dem Tanzen arbeitete Terenzi als Model und übernahm kleine Schauspielrollen.

## Karriere

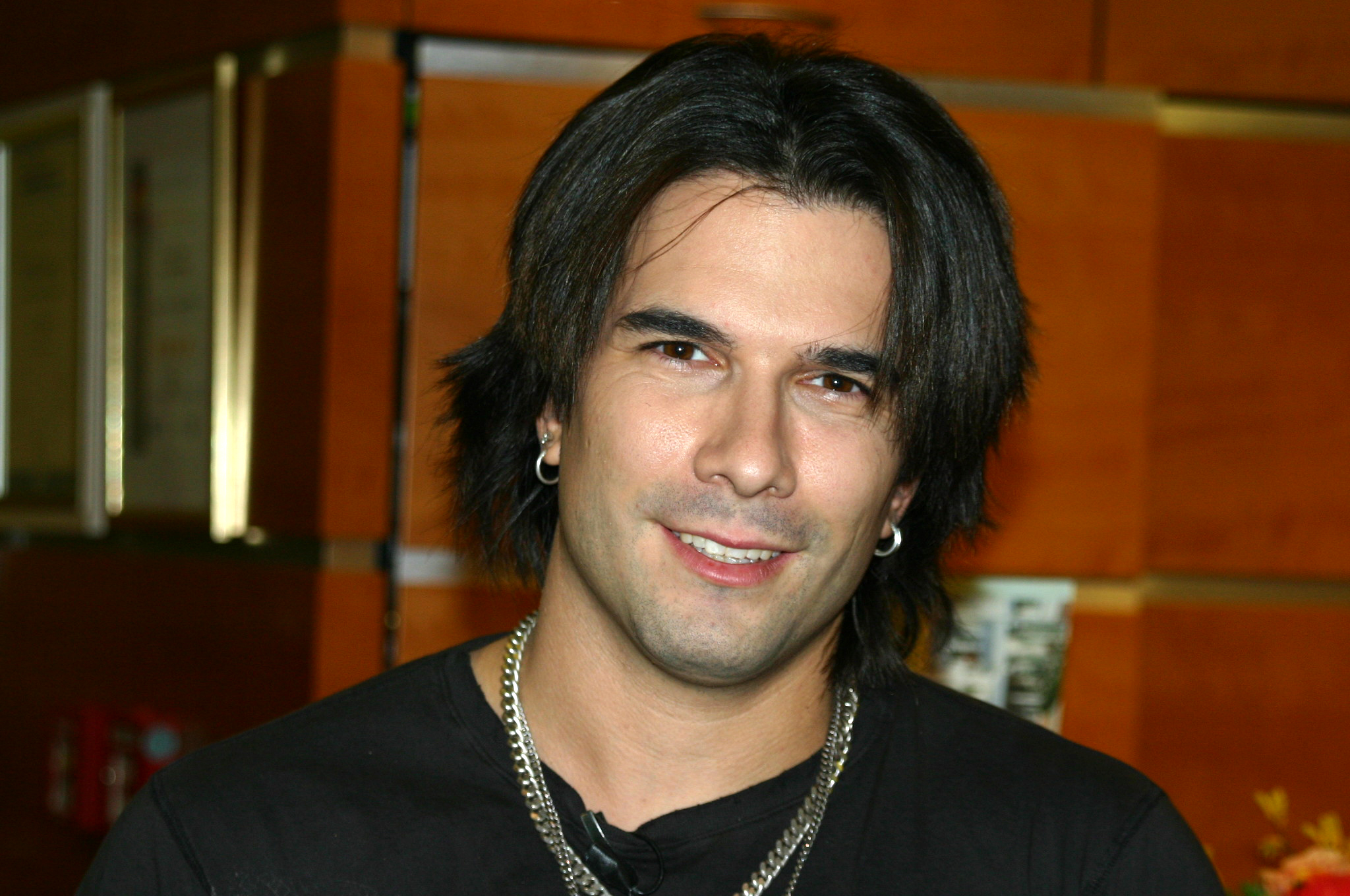
Marc Terenzi, 2005

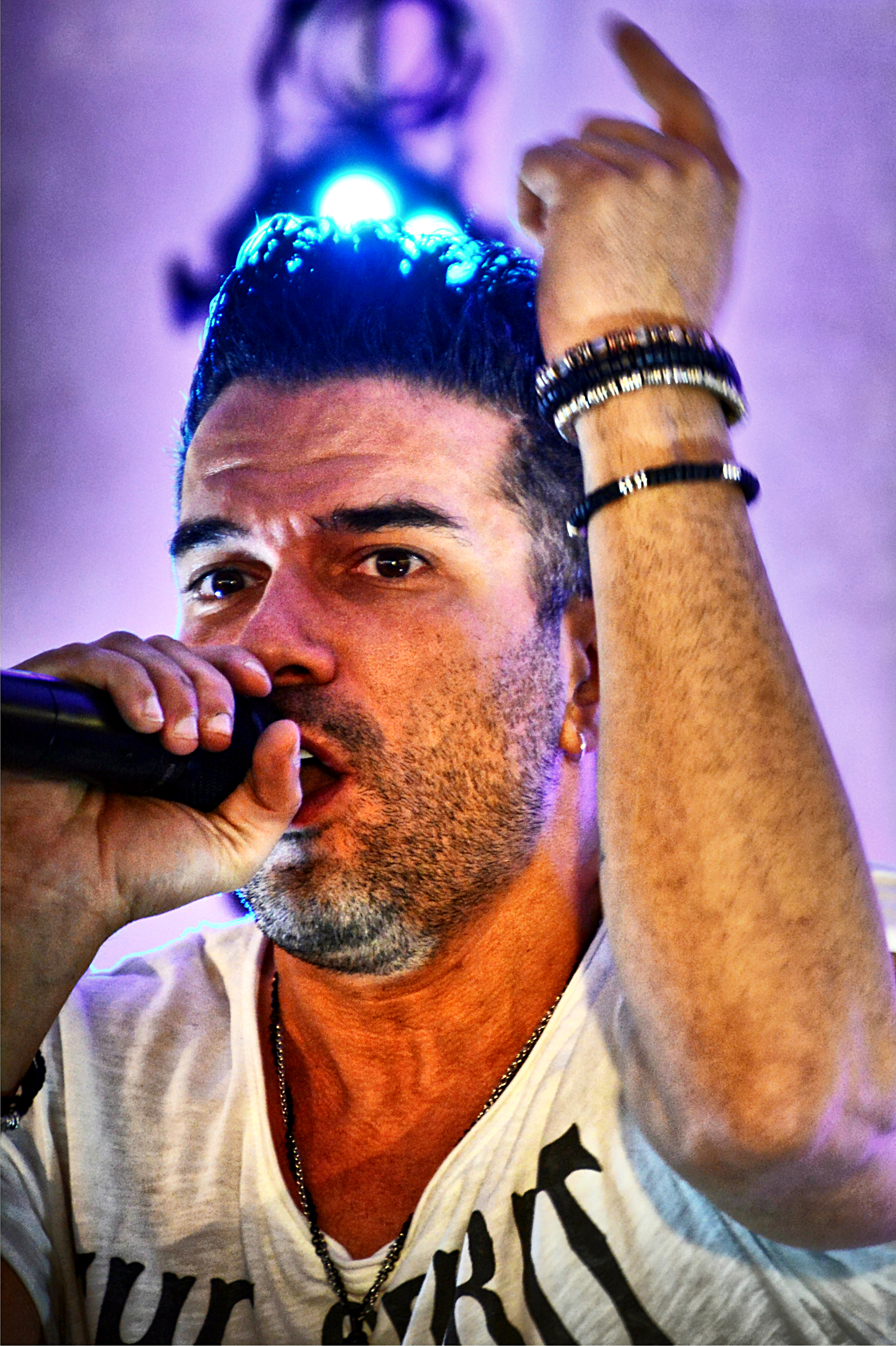
Marc Terenzi, 2017

Ab 1999 gehörte Terenzi als Sänger und Gitarrist der Boygroup Natural an. Sein erfolgreichster Song war das mit Sarah Connor und der Band gemeinsam produzierte Just One Last Dance. 2004 löste sich die Band auf. Am 20. Juni 2005 kam Terenzis erste Solosingle auf den Markt; der Popsong Heat Between the Sheets kam auf Platz 40 der deutschen Singlecharts. Ein paar Wochen später kam seine zweite Single Love to Be Loved By You auf den Markt. Das Lied hatte er eigens für seine Hochzeit mit Sarah Connor geschrieben; es kam bis auf Platz drei der Singlecharts. Das Album Awesome schaffte es bis auf Platz acht der deutschen Albumcharts, aus dem er im November die dritte Single Can’t Breathe Without You auskoppelte. Am 6. Oktober 2006 wurde eine Single mit dem Titel You Complete My Soul veröffentlicht.
Im Anschluss an die zweite Doku-Soap 2008 über sein Beziehungsleben veröffentlichte Terenzi sein zweites Album Black Roses, aus dem er vorab eine Coverversion des Michael-Jackson-Klassikers Billie Jean auskoppelte.
Im Europa-Park veranstaltete Terenzi von 2007 bis 2012 jährlich zusammen mit Michael Mack die „Terenzi Horror Nights“. 2010 wurden die Terenzi Horror Nights in London mit dem „Screamie Award“ in der Kategorie „Beste internationale Attraktion“ ausgezeichnet und setzten sich dabei gegen namhafte Mitbewerber wie Universal Studios Florida (USA), Busch Gardens Tampa (USA), Knotts Berry Farm California (USA) und Disneyland Paris durch. In der Saison 2013 trennten sich Terenzi und der Europapark. Das Event wurde bis 2016 nur noch unter dem Namen „Horror Nights“ vermarktet, seit 2017 als „Traumatica“.
Mit Sarah Latton nahm Terenzi im März 2012 als Kandidat an der RTL-Tanzshow Let’s Dance teil. Er schied in der zweiten Show aus.
In der ARD-Komödie Sophie kocht spielte Terenzi neben Annette Frier eine Hauptrolle, in der er sich selbst darstellt. Zeitgleich veröffentlichte er die im Film vorgestellte Ballade Born to Love You. Ab Juli 2015 wirkte Terenzi in der Online-Reality-Doku Marc & Myriel — More Than Just a Couple mit, die über den privaten und beruflichen Werdegang des Paares berichtete.
2016 war Terenzi ein vollwertiges Mitglied der Strippergruppe „The Sixx Paxx“. Die Tour „Mantastic Sixx Paxx“ wurde unter anderem von ihm musikalisch begleitet.
Im Januar 2017 nahm er an der 11. Staffel von Ich bin ein Star – Holt mich hier raus! teil und gewann diese. Gleichzeitig mit dem Dschungelcamp erschien seine Single Don’t Recognize You, zu der Terenzi im Februar 2017 ein Musikvideo drehte.
Im Juni 2017 hatte Marc Terenzi gemeinsam mit der Strippergruppe „The Sixx Paxx“ Gastauftritte in der TV-Serie Berlin Tag und Nacht. Mit seiner Partnerin Anja war Terenzi im März 2019 in der taff-Wochenserie Promis im Pauschalurlaub zu sehen. 
Am 7. Mai 2019 war Terenzi in einer Episodenrolle in der RTL-Serie Nachtschwestern zu sehen, er verkörperte dort sich selbst.
2021 gründete Terenzi zusammen mit Jay Khan die Boygroup Team 5ünf, die auf Deutsch bekannte Boygroup-Hits auf ihrem Album Einmal Boyband und zurück covern. Das Casting der drei weiteren Bandmitglieder wurde vom Mittagsjournal Punkt 12 in einer Miniserie begleitet. Als erste Auskopplung erschien die Single Komm zurück zu mir, eine deutsche Version des Take-That-Klassikers Back for Good. Ende März 2023 gab die Band die Trennung von Terenzi aufgrund von unprofessionellem Verhalten bekannt.

## Privates
Vom 29. Februar 2004 bis zum 10. März 2010 war der Italo-Amerikaner Terenzi mit der deutschen Popsängerin Sarah Connor verheiratet. Die beiden haben einen Sohn und eine Tochter. Die kirchliche Trauung fand am 18. August 2005 statt und wurde auf ProSieben als Abschluss der Reality-TV-Serie Sarah & Marc in Love ausgestrahlt. 2008 folgte eine erneute Reality-Show mit dem Namen Sarah & Marc Crazy in Love. Am 1. November 2008 gaben Terenzi und Sarah Connor ihre Trennung bekannt.
Nach der Trennung zog Terenzi nach Endingen am Kaiserstuhl (Baden-Württemberg) um. Er war im Jahr 2009 kurzzeitig mit der ehemaligen Germany’s-Next-Topmodel-Teilnehmerin Gina-Lisa Lohfink liiert. Von Ende 2009 bis Mitte Mai 2010 lebte und arbeitete er in Donaueschingen (Baden-Württemberg). Aus einer Affäre mit einer Münchnerin hat Terenzi eine 2011 geborene Tochter.
Ab 2013 war er mit dem Playmate Myriel Brechtel liiert, aus der Beziehung hat Terenzi einen im Juli 2015 geborenen Sohn. Vier Monate nach der Geburt trennten sich Terenzi und Brechtel, wonach er mehrere Tage obdachlos um den Frankfurter Bahnhof herum lebte.
Am 31. März 2015 eröffnete das Amtsgericht Hannover das Insolvenzverfahren über das Vermögen von Terenzi.
Im März 2022 machten Terenzi und Jenny Elvers ihre Beziehung öffentlich, gaben allerdings kurz darauf ihre Trennung bekannt. Von Sommer 2022 bis Juli 2024 war er mit Verena Kerth liiert.  

## Soziales Engagement
Marc Terenzi unterstützte 2010 das Hilfsprojekt Wir helfen Afrika, bei dem er Stadtpate für die Stadt Endingen am Kaiserstuhl war.

## Diskografie

### Studioalben
| Jahr | Titel       | Höchstplatzierung, Gesamtwochen, AuszeichnungChartplatzierungen (Jahr, Titel, Platzierungen, Wochen, Auszeichnungen, Anmerkungen) | Höchstplatzierung, Gesamtwochen, AuszeichnungChartplatzierungen (Jahr, Titel, Platzierungen, Wochen, Auszeichnungen, Anmerkungen) | Höchstplatzierung, Gesamtwochen, AuszeichnungChartplatzierungen (Jahr, Titel, Platzierungen, Wochen, Auszeichnungen, Anmerkungen) | Anmerkungen                              |
| Jahr | Titel       | DE | AT | CH | Anmerkungen                              |
| ---- | ----------- | --- | --- | --- | ---------------------------------------- |
| 2005 | Awesome     | DE8 (8 Wo.)DE | AT17 (6 Wo.)AT | CH11 (8 Wo.)CH | Erstveröffentlichung: 11. September 2005 |
| 2008 | Black Roses | DE35 (2 Wo.)DE | AT70 (1 Wo.)AT | CH35 (2 Wo.)CH | Erstveröffentlichung: 22. August 2008    |

### Singles
| Jahr | Titel Album                       | Höchstplatzierung, Gesamtwochen, AuszeichnungChartplatzierungen (Jahr, Titel, Album, Platzierungen, Wochen, Auszeichnungen, Anmerkungen) | Höchstplatzierung, Gesamtwochen, AuszeichnungChartplatzierungen (Jahr, Titel, Album, Platzierungen, Wochen, Auszeichnungen, Anmerkungen) | Höchstplatzierung, Gesamtwochen, AuszeichnungChartplatzierungen (Jahr, Titel, Album, Platzierungen, Wochen, Auszeichnungen, Anmerkungen) | Anmerkungen                                                    |
| Jahr | Titel Album                       | DE | AT | CH | Anmerkungen                                                    |
| ---- | --------------------------------- | --- | --- | --- | -------------------------------------------------------------- |
| 2005 | Heat Between the Sheets Awesome   | DE40 (13 Wo.)DE | AT36 (13 Wo.)AT | CH48 (12 Wo.)CH | Erstveröffentlichung: 20. Juni 2005                            |
| 2005 | Love to Be Loved by You Awesome   | DE3 Gold · (17 Wo.)DE | AT3 (21 Wo.)AT | CH3 (21 Wo.)CH | Erstveröffentlichung: 22. August 2005 Verkäufe: + 150.000      |
| 2005 | Can’t Breathe Without You Awesome | DE40 (9 Wo.)DE | AT56 (3 Wo.)AT | CH45 (8 Wo.)CH | Erstveröffentlichung: 18. November 2005                        |
| 2006 | You Complete My Soul Awesome      | DE35 (8 Wo.)DE | — | CH47 (4 Wo.)CH | Erstveröffentlichung: 6. Oktober 2006                          |
| 2008 | Billie Jean Black Roses           | DE27 (6 Wo.)DE | — | — | Erstveröffentlichung: 8. August 2008 Original: Michael Jackson |

### Weitere Veröffentlichungen
- 2008: Are You Afraid of the Dark
- 2013: Fire (Marc Terenzi & Jason Navaro)
- 2014: Yolo – You Only Live Once (Terenzi & Bernasconi feat. K47)
- 2015: Born to Love You
- 2017: Don’t Recognize You
- 2017: Pony (SIXX PAXX feat. Marc Terenzi)
- 2019: No Trouble at All
- 2022: Without You (Marc Terenzi, Justin Prince, Dia & DIA-Plattenpussys)

## Auszeichnungen
- 2005: Bravo Otto in Gold als bester Sänger, vor Robbie Williams und Xavier Naidoo.
- 2006: Bravo Otto in Bronze als bester Sänger, nach Justin Timberlake und Xavier Naidoo.